# Torneo Apertura 2012 de Segunda División de Costa Rica
El torneo de Apertura 2012 fue la edición n° 72 del campeonato de segunda división. La temporada 2012-2013 estará compuesta por 18 equipos, divididos en 2 grupos de 9 equipos cada uno, compuestos sobre la base de la ubicación geográfica. El torneo estará dedicado a Manuel Enrique Morales Vargas, periodista, productor y conductor del programa radial Informe Deportivo Columbia, el cual ha venido ayudando al crecimiento de la Liga de Ascenso.
El torneo dará inicio el sábado 11 de agosto y finalizará el 23 de diciembre.

## Sistema de competición
El sistema de calificación de este torneo será el mismo del Torneo Clausura 2012. Este se desarrolla en dos fases:
- Fase de calificación: que se integra por todas las jornadas del torneo, clasificarán cuatro equipos por grupo.
- Fase final: que se integra por los partidos de ida y vuelta en rondas de cuartos, de semifinal y final.

## Equipos participantes
Para el Torneo Apertura 2012, seis clubes hicieron movimientos en sus banquillos, mientras que diez mantuvieron su técnico y se sumaron los debutantes de la Selección de Osa y Alajuela Junior. De los 18 estrategas, trece son nacionales y cinco entrenadores de nacionalidad extranjera. Dos argentinos, un brasileño, un uruguayo y un español.

### Grupo A
| Club                                            | Entrenador                 | Ciudad     | Estadio                       | Aforo  |
| ----------------------------------------------- | -------------------------- | ---------- | ----------------------------- | ------ |
| Municipal Grecia                                | Minor Arguedas             | Grecia     | Estadio Allen Riggioni        | 4.000  |
| Barrio México                                   | Marvin Solano              | Guadalupe  | Estadio Coyella Fonseca       | 4.500  |
| Liberia                                         | Erick Rodríguez Santamaría | Liberia    | Estadio Edgardo Baltodano     | 5.800  |
| A.D. Guanacasteca                               | Luis Teixeira              | Nicoya     | Estadio Chorotega             | 5.000  |
| Cartagena                                       | Fernando Sosa              | Santa Cruz | Polideportivo de Cartagena    | 1.100  |
| Aserrí FC                                       | Carlos Zúñiga              | Aserrí     | Estadio ST Center             | 2.500  |
| AD Juventud Escazuceña                          | Rónald Gómez               | Escazú     | Estadio Nicolás Masís         | 2.000  |
| A.D. Ramonense                                  | Rolando Araya              | San Ramón  | Estadio Guillermo Vargas      | 6.000  |
| Alajuela Junior                                 | Wilmer López               | Alajuela   | Estadio Alejandro Morera Soto | 17.895 |
| Datos actualizados a: 14 de septiembre de 2012. |                            |            |                               |        |

### Grupo B
| Club                                       | Entrenador          | Ciudad                | Estadio                               | Aforo  |
| ------------------------------------------ | ------------------- | --------------------- | ------------------------------------- | ------ |
| AS Puma Generaleña                         | Edgar Carvajal      | Pérez Zeledón         | Polideportivo de Pérez Zeledón        | 1.000  |
| Cariari                                    | Bernardo Veach      | Pococí                | Estadio Comunal de Cariari            | 1.200  |
| Municipal Coto Brus                        | Mario Carrera       | Coto Brus             | Estadio Hamilton Villalobos           | 4.100  |
| Selección de Osa                           | Carlos Vargas       | Osa                   | Estadio Municipal de Ciudad Cortés    | 1.000  |
| A.D.M. Turrialba                           | Luis Torres         | Turrialba             | Estadio Rafael Ángel Camacho          | 4.500  |
| Universidad de Costa Rica                  | José Giacone        | Sabanilla             | Estadio Ecológico                     | 3.000  |
| Jacó Rays FC                               | Luis Diego Arnáez   | Garabito              | Estadio Garabito de Jacó              | 3.000  |
| Saprissa de Corazón                        | Gerardo Ureña       | Tibás                 | Estadio Ricardo Saprissa Aymá         | 23.170 |
| Orión F.C.                                 | Juan Luis Hernández | San Marcos de Tarrazú | Estadio José Joaquín Quincho Barquero | 2.500  |
| Datos actualizados a: 30 de enero de 2012. |                     |                       |                                       |        |